# Lista di asteroidi (722001-723000)
Di seguito una lista di asteroidi dal numero 722001  al 723000 con data di scoperta e scopritore.

## 722001–722100
| Nome           | Designazione provvisoria | Data di scoperta  | Scopritore                |
| -------------- | ------------------------ | ----------------- | ------------------------- |
| 722001         | 2004 XZ195               | 12 dicembre 2004  | Spacewatch                |
| 722002         | 2004 XP196               | 10 novembre 2009  | CSS                       |
| 722003         | 2004 XF198               | 8 gennaio 2010    | Mount Lemmon Survey       |
| 722004         | 2004 XC199               | 21 novembre 2008  | Mount Lemmon Survey       |
| 722005         | 2004 YC17                | 19 dicembre 2004  | Mount Lemmon Survey       |
| 722006         | 2004 YD17                | 19 dicembre 2004  | Mount Lemmon Survey       |
| 722007         | 2004 YX17                | 19 dicembre 2004  | Mount Lemmon Survey       |
| 722008         | 2004 YD26                | 19 dicembre 2004  | Mount Lemmon Survey       |
| 722009         | 2004 YX26                | 19 dicembre 2004  | Mount Lemmon Survey       |
| 722010         | 2004 YB29                | 16 dicembre 2004  | Spacewatch                |
| 722011         | 2004 YS34                | 18 dicembre 2004  | Mount Lemmon Survey       |
| 722012         | 2004 YY37                | 13 settembre 2007 | CSS                       |
| 722013         | 2004 YQ38                | 1 dicembre 2008   | Spacewatch                |
| 722014         | 2004 YA39                | 26 settembre 2014 | Mount Lemmon Survey       |
| 722015         | 2004 YD39                | 19 settembre 2014 | Pan-STARRS                |
| 722016         | 2004 YE39                | 20 dicembre 2004  | Mount Lemmon Survey       |
| 722017         | 2004 YQ39                | 26 novembre 2009  | Spacewatch                |
| 722018         | 2004 YW39                | 19 ottobre 2012   | Mount Lemmon Survey       |
| 722019         | 2004 YL40                | 26 ottobre 2009   | Mount Lemmon Survey       |
| 722020         | 2004 YD41                | 26 novembre 2009  | Spacewatch                |
| 722021         | 2004 YW41                | 18 dicembre 2004  | Mount Lemmon Survey       |
| 722022         | 2005 AW28                | 15 gennaio 2005   | LINEAR                    |
| 722023         | 2005 AT40                | 15 gennaio 2005   | LINEAR                    |
| 722024         | 2005 AY48                | 13 gennaio 2005   | Spacewatch                |
| 722025         | 2005 AT59                | 5 ottobre 2003    | Spacewatch                |
| 722026         | 2005 AP63                | 13 gennaio 2005   | Spacewatch                |
| 722027         | 2005 AN64                | 13 gennaio 2005   | Spacewatch                |
| 722028         | 2005 AX65                | 20 dicembre 2004  | Mount Lemmon Survey       |
| 722029         | 2005 AD74                | 15 gennaio 2005   | Spacewatch                |
| 722030         | 2005 AF77                | 15 gennaio 2005   | Spacewatch                |
| 722031         | 2005 AZ78                | 15 gennaio 2005   | Spacewatch                |
| 722032         | 2005 AG83                | 7 gennaio 2005    | A. Boattini, A. Di Paola  |
| 722033         | 2005 AL83                | 29 marzo 2008     | Spacewatch                |
| 722034         | 2005 AE84                | 10 settembre 2016 | Mount Lemmon Survey       |
| 722035         | 2005 AO84                | 20 novembre 2014  | Pan-STARRS                |
| 722036         | 2005 AR84                | 29 novembre 2014  | Mount Lemmon Survey       |
| 722037         | 2005 BV3                 | 16 gennaio 2005   | Spacewatch                |
| 722038         | 2005 BV31                | 19 gennaio 2005   | Spacewatch                |
| 722039         | 2005 BY31                | 16 gennaio 2005   | Osservatorio di Mauna Kea |
| 722040         | 2005 BC33                | 16 gennaio 2005   | Mauna Kea Obs.            |
| 722041         | 2005 BM34                | 18 gennaio 2005   | Spacewatch                |
| 722042         | 2005 BN38                | 16 gennaio 2005   | Osservatorio di Mauna Kea |
| 722043         | 2005 BL41                | 16 gennaio 2005   | Mauna Kea Obs.            |
| 722044         | 2005 BR50                | 4 novembre 2007   | Spacewatch                |
| 722045         | 2005 BY50                | 17 gennaio 2005   | Spacewatch                |
| 722046         | 2005 BX51                | 15 agosto 2013    | Pan-STARRS                |
| 722047         | 2005 BY51                | 12 dicembre 2012  | Mount Lemmon Survey       |
| 722048         | 2005 BA52                | 27 febbraio 2010  | WISE                      |
| 722049         | 2005 BO52                | 1 novembre 2013   | Mount Lemmon Survey       |
| 722050         | 2005 BS52                | 16 gennaio 2005   | Spacewatch                |
| 722051         | 2005 BC53                | 12 gennaio 2016   | Pan-STARRS                |
| 722052         | 2005 BD53                | 12 febbraio 2016  | Pan-STARRS                |
| 722053         | 2005 BL56                | 8 giugno 2012     | Mount Lemmon Survey       |
| 722054         | 2005 BN56                | 14 aprile 2010    | WISE                      |
| 722055         | 2005 CD10                | 1 febbraio 2005   | Spacewatch                |
| 722056         | 2005 CM17                | 2 febbraio 2005   | LINEAR                    |
| 722057         | 2005 CR44                | 2 febbraio 2005   | Spacewatch                |
| 722058         | 2005 CF63                | 19 settembre 2003 | NEAT                      |
| 722059         | 2005 CO69                | 14 febbraio 2005  | Spacewatch                |
| 722060         | 2005 CC72                | 1 febbraio 2005   | Spacewatch                |
| 722061         | 2005 CW74                | 19 ottobre 2003   | Spacewatch                |
| 722062         | 2005 CW82                | 20 settembre 2007 | Spacewatch                |
| 722063 Andrasz | 2005 CO83                | 3 maggio 2013     | K. Černis, R. P. Boyle    |
| 722064         | 2005 CD86                | 3 aprile 2016     | Pan-STARRS                |
| 722065         | 2005 CZ86                | 13 aprile 2011    | Mount Lemmon Survey       |
| 722066         | 2005 CB88                | 25 febbraio 2011  | Spacewatch                |
| 722067         | 2005 CC88                | 29 dicembre 2014  | Pan-STARRS                |
| 722068         | 2005 CL88                | 18 gennaio 2013   | Spacewatch                |
| 722069         | 2005 CB89                | 4 febbraio 2005   | Spacewatch                |
| 722070         | 2005 CC89                | 30 ottobre 2008   | Mount Lemmon Survey       |
| 722071         | 2005 CE89                | 6 maggio 2014     | Mount Lemmon Survey       |
| 722072         | 2005 CJ89                | 4 febbraio 2005   | Mount Lemmon Survey       |
| 722073         | 2005 CP89                | 9 febbraio 2005   | Spacewatch                |
| 722074         | 2005 DU3                 | 16 febbraio 2005  | A. Boattini               |
| 722075         | 2005 DG4                 | 18 febbraio 2005  | A. Boattini               |
| 722076         | 2005 DN4                 | 1 ottobre 2009    | Mount Lemmon Survey       |
| 722077         | 2005 DP4                 | 13 dicembre 2015  | Pan-STARRS                |
| 722078         | 2005 ER10                | 2 marzo 2005      | Spacewatch                |
| 722079         | 2005 EY17                | 3 marzo 2005      | Spacewatch                |
| 722080         | 2005 EJ42                | 16 gennaio 2005   | Spacewatch                |
| 722081         | 2005 ET51                | 3 marzo 2005      | CSS                       |
| 722082         | 2005 EE54                | 4 marzo 2005      | Spacewatch                |
| 722083         | 2005 EE56                | 4 marzo 2005      | Spacewatch                |
| 722084         | 2005 EA61                | 4 marzo 2005      | CSS                       |
| 722085         | 2005 EF63                | 4 marzo 2005      | Mount Lemmon Survey       |
| 722086         | 2005 EQ64                | 4 marzo 2005      | Mount Lemmon Survey       |
| 722087         | 2005 EW74                | 3 marzo 2005      | Spacewatch                |
| 722088         | 2005 EL75                | 3 marzo 2005      | Spacewatch                |
| 722089         | 2005 EL77                | 3 marzo 2005      | CSS                       |
| 722090         | 2005 EQ92                | 8 marzo 2005      | Mount Lemmon Survey       |
| 722091         | 2005 EZ96                | 3 marzo 2005      | M. Ory                    |
| 722092         | 2005 EA104               | 4 marzo 2005      | Spacewatch                |
| 722093         | 2005 EY109               | 4 marzo 2005      | Mount Lemmon Survey       |
| 722094         | 2005 EA115               | 4 marzo 2005      | Spacewatch                |
| 722095         | 2005 EY120               | 8 marzo 2005      | Spacewatch                |
| 722096         | 2005 EE155               | 8 marzo 2005      | Mount Lemmon Survey       |
| 722097         | 2005 EV158               | 9 marzo 2005      | Mount Lemmon Survey       |
| 722098         | 2005 ED159               | 9 marzo 2005      | Mount Lemmon Survey       |
| 722099         | 2005 ER162               | 10 marzo 2005     | Mount Lemmon Survey       |
| 722100         | 2005 EJ164               | 11 marzo 2005     | Spacewatch                |

## 722101–722200
| Nome   | Designazione provvisoria | Data di scoperta  | Scopritore                  |
| ------ | ------------------------ | ----------------- | --------------------------- |
| 722101 | 2005 ED170               | 10 marzo 2005     | CSS                         |
| 722102 | 2005 EM191               | 11 marzo 2005     | Mount Lemmon Survey         |
| 722103 | 2005 EB195               | 11 marzo 2005     | Mount Lemmon Survey         |
| 722104 | 2005 EO201               | 8 marzo 2005      | CSS                         |
| 722105 | 2005 EM202               | 8 marzo 2005      | CSS                         |
| 722106 | 2005 EC221               | 11 marzo 2005     | Mount Lemmon Survey         |
| 722107 | 2005 EU221               | 12 marzo 2005     | Mount Lemmon Survey         |
| 722108 | 2005 EO225               | 9 marzo 2005      | Mount Lemmon Survey         |
| 722109 | 2005 ET228               | 19 gennaio 2005   | Spacewatch                  |
| 722110 | 2005 EM233               | 10 marzo 2005     | LONEOS                      |
| 722111 | 2005 EZ236               | 11 marzo 2005     | Spacewatch                  |
| 722112 | 2005 EC239               | 11 marzo 2005     | Spacewatch                  |
| 722113 | 2005 ET239               | 11 marzo 2005     | Spacewatch                  |
| 722114 | 2005 EH244               | 11 marzo 2005     | Mount Lemmon Survey         |
| 722115 | 2005 EX251               | 10 marzo 2005     | Mount Lemmon Survey         |
| 722116 | 2005 ED255               | 11 marzo 2005     | Mount Lemmon Survey         |
| 722117 | 2005 ES259               | 11 marzo 2005     | Mount Lemmon Survey         |
| 722118 | 2005 EF277               | 9 marzo 2005      | LONEOS                      |
| 722119 | 2005 EC288               | 19 gennaio 2012   | Spacewatch                  |
| 722120 | 2005 EJ293               | 10 marzo 2005     | K. Černis, J. Zdanavičius   |
| 722121 | 2005 EA294               | 17 febbraio 2010  | Mount Lemmon Survey         |
| 722122 | 2005 EM306               | 8 marzo 2005      | Mount Lemmon Survey         |
| 722123 | 2005 EW306               | 8 marzo 2005      | Mount Lemmon Survey         |
| 722124 | 2005 EG308               | 10 settembre 2007 | Mount Lemmon Survey         |
| 722125 | 2005 ET308               | 9 marzo 2005      | Mount Lemmon Survey         |
| 722126 | 2005 EK313               | 10 marzo 2005     | Mount Lemmon Survey         |
| 722127 | 2005 EG315               | 11 marzo 2005     | Mount Lemmon Survey         |
| 722128 | 2005 EB325               | 9 agosto 2007     | Spacewatch                  |
| 722129 | 2005 ET329               | 4 marzo 2005      | Mount Lemmon Survey         |
| 722130 | 2005 EP332               | 9 marzo 2005      | Mount Lemmon Survey         |
| 722131 | 2005 EY335               | 28 settembre 2013 | Mount Lemmon Survey         |
| 722132 | 2005 EK337               | 25 febbraio 2011  | Spacewatch                  |
| 722133 | 2005 EO337               | 15 ottobre 2012   | Mount Lemmon Survey         |
| 722134 | 2005 EW337               | 21 aprile 2010    | WISE                        |
| 722135 | 2005 EY337               | 12 marzo 2005     | Spacewatch                  |
| 722136 | 2005 EK338               | 2 agosto 2011     | SSS                         |
| 722137 | 2005 EN340               | 16 febbraio 2012  | Pan-STARRS                  |
| 722138 | 2005 EZ341               | 11 marzo 2005     | Mount Lemmon Survey         |
| 722139 | 2005 EC342               | 18 settembre 2011 | Mount Lemmon Survey         |
| 722140 | 2005 EO344               | 19 agosto 2006    | Spacewatch                  |
| 722141 | 2005 EM346               | 12 agosto 2013    | Pan-STARRS                  |
| 722142 | 2005 EX346               | 11 agosto 2016    | Pan-STARRS                  |
| 722143 | 2005 EZ346               | 5 febbraio 2016   | Pan-STARRS                  |
| 722144 | 2005 EA348               | 12 marzo 2005     | Spacewatch                  |
| 722145 | 2005 EH348               | 12 marzo 2005     | Spacewatch                  |
| 722146 | 2005 ES348               | 11 marzo 2005     | Mount Lemmon Survey         |
| 722147 | 2005 EA351               | 10 marzo 2005     | Mount Lemmon Survey         |
| 722148 | 2005 EC352               | 10 marzo 2005     | M. W. Buie, L. H. Wasserman |
| 722149 | 2005 FK16                | 16 marzo 2005     | Mount Lemmon Survey         |
| 722150 | 2005 FD17                | 5 aprile 2011     | Spacewatch                  |
| 722151 | 2005 FK17                | 1 aprile 2011     | Spacewatch                  |
| 722152 | 2005 FZ17                | 18 marzo 2005     | CSS                         |
| 722153 | 2005 FC18                | 31 dicembre 2008  | Spacewatch                  |
| 722154 | 2005 FL18                | 8 ottobre 2007    | Mount Lemmon Survey         |
| 722155 | 2005 FW19                | 17 marzo 2005     | Mount Lemmon Survey         |
| 722156 | 2005 GZ14                | 2 aprile 2005     | Mount Lemmon Survey         |
| 722157 | 2005 GC16                | 11 marzo 2005     | Mount Lemmon Survey         |
| 722158 | 2005 GN28                | 4 aprile 2005     | Mount Lemmon Survey         |
| 722159 | 2005 GR29                | 11 marzo 2005     | M. W. Buie, L. H. Wasserman |
| 722160 | 2005 GP32                | 4 aprile 2005     | Mount Lemmon Survey         |
| 722161 | 2005 GW40                | 4 aprile 2005     | Mount Lemmon Survey         |
| 722162 | 2005 GQ43                | 5 aprile 2005     | NEAT                        |
| 722163 | 2005 GP49                | 5 aprile 2005     | Mount Lemmon Survey         |
| 722164 | 2005 GS62                | 2 aprile 2005     | Mount Lemmon Survey         |
| 722165 | 2005 GB71                | 4 aprile 2005     | Spacewatch                  |
| 722166 | 2005 GX78                | 10 marzo 2005     | Mount Lemmon Survey         |
| 722167 | 2005 GO82                | 4 aprile 2005     | Mount Lemmon Survey         |
| 722168 | 2005 GK92                | 6 aprile 2005     | Spacewatch                  |
| 722169 | 2005 GM101               | 9 aprile 2005     | Spacewatch                  |
| 722170 | 2005 GV103               | 9 aprile 2005     | Mount Lemmon Survey         |
| 722171 | 2005 GB108               | 10 aprile 2005    | Mount Lemmon Survey         |
| 722172 | 2005 GR108               | 10 aprile 2005    | Mount Lemmon Survey         |
| 722173 | 2005 GC109               | 10 aprile 2005    | Mount Lemmon Survey         |
| 722174 | 2005 GE110               | 10 aprile 2005    | Mount Lemmon Survey         |
| 722175 | 2005 GB118               | 11 aprile 2005    | Mount Lemmon Survey         |
| 722176 | 2005 GH119               | 10 marzo 2005     | CSS                         |
| 722177 | 2005 GD140               | 11 aprile 2005    | Mount Lemmon Survey         |
| 722178 | 2005 GQ144               | 2 aprile 2005     | Spacewatch                  |
| 722179 | 2005 GD157               | 10 aprile 2005    | Mount Lemmon Survey         |
| 722180 | 2005 GH166               | 11 aprile 2005    | Mount Lemmon Survey         |
| 722181 | 2005 GS166               | 4 aprile 2014     | Mount Lemmon Survey         |
| 722182 | 2005 GH172               | 2 aprile 2005     | Spacewatch                  |
| 722183 | 2005 GS172               | 14 aprile 2005    | Spacewatch                  |
| 722184 | 2005 GR191               | 12 aprile 2005    | Kitt Peak Obs.              |
| 722185 | 2005 GV199               | 10 aprile 2005    | Kitt Peak Obs.              |
| 722186 | 2005 GD203               | 11 marzo 2005     | Spacewatch                  |
| 722187 | 2005 GQ203               | 9 aprile 2005     | Mount Lemmon Survey         |
| 722188 | 2005 GK204               | 10 aprile 2005    | Mount Lemmon Survey         |
| 722189 | 2005 GP216               | 1 aprile 2005     | Spacewatch                  |
| 722190 | 2005 GZ216               | 2 aprile 2005     | NEAT                        |
| 722191 | 2005 GQ218               | 2 aprile 2005     | Mount Lemmon Survey         |
| 722192 | 2005 GE221               | 11 marzo 2005     | Mount Lemmon Survey         |
| 722193 | 2005 GL221               | 6 aprile 2005     | Spacewatch                  |
| 722194 | 2005 GQ224               | 23 ottobre 2013   | Mount Lemmon Survey         |
| 722195 | 2005 GA228               | 6 aprile 2005     | Mount Lemmon Survey         |
| 722196 | 2005 GZ230               | 14 settembre 2013 | Pan-STARRS                  |
| 722197 | 2005 GQ231               | 15 dicembre 2009  | Mount Lemmon Survey         |
| 722198 | 2005 GC232               | 1 aprile 2005     | Spacewatch                  |
| 722199 | 2005 GZ232               | 20 novembre 2014  | Mount Lemmon Survey         |
| 722200 | 2005 GO233               | 1 novembre 2008   | Spacewatch                  |

## 722201–722300
| Nome   | Designazione provvisoria | Data di scoperta  | Scopritore                |
| ------ | ------------------------ | ----------------- | ------------------------- |
| 722201 | 2005 GQ234               | 3 ottobre 2014    | Pan-STARRS                |
| 722202 | 2005 GS234               | 30 settembre 2011 | Spacewatch                |
| 722203 | 2005 GU234               | 1 aprile 2005     | LONEOS                    |
| 722204 | 2005 GY234               | 18 marzo 2018     | Pan-STARRS                |
| 722205 | 2005 GU236               | 10 marzo 2005     | Mount Lemmon Survey       |
| 722206 | 2005 GR238               | 11 aprile 2005    | Mount Lemmon Survey       |
| 722207 | 2005 GN241               | 7 aprile 2005     | Spacewatch                |
| 722208 | 2005 HH11                | 28 giugno 2011    | Mount Lemmon Survey       |
| 722209 | 2005 HR11                | 30 maggio 2011    | Pan-STARRS                |
| 722210 | 2005 HR12                | 16 aprile 2005    | Spacewatch                |
| 722211 | 2005 JK6                 | 4 maggio 2005     | Osservatorio di Mauna Kea |
| 722212 | 2005 JW8                 | 4 maggio 2005     | Mauna Kea Obs.            |
| 722213 | 2005 JP13                | 4 aprile 2005     | Mount Lemmon Survey       |
| 722214 | 2005 JO18                | 17 aprile 2005    | Spacewatch                |
| 722215 | 2005 JM19                | 4 maggio 2005     | Mount Lemmon Survey       |
| 722216 | 2005 JR28                | 3 maggio 2005     | Spacewatch                |
| 722217 | 2005 JD33                | 11 aprile 2005    | Mount Lemmon Survey       |
| 722218 | 2005 JH41                | 7 maggio 2005     | Mount Lemmon Survey       |
| 722219 | 2005 JR41                | 7 maggio 2005     | Mount Lemmon Survey       |
| 722220 | 2005 JE43                | 8 maggio 2005     | Mount Lemmon Survey       |
| 722221 | 2005 JS45                | 3 maggio 2005     | Kitt Peak Obs.            |
| 722222 | 2005 JW45                | 3 maggio 2005     | Kitt Peak Obs.            |
| 722223 | 2005 JJ53                | 4 maggio 2005     | Mount Lemmon Survey       |
| 722224 | 2005 JU62                | 9 maggio 2005     | Mount Lemmon Survey       |
| 722225 | 2005 JU63                | 3 maggio 2005     | Kitt Peak Obs.            |
| 722226 | 2005 JW66                | 4 maggio 2005     | CSS                       |
| 722227 | 2005 JD80                | 10 maggio 2005    | Mount Lemmon Survey       |
| 722228 | 2005 JK80                | 10 maggio 2005    | Spacewatch                |
| 722229 | 2005 JA81                | 16 febbraio 2002  | NEAT                      |
| 722230 | 2005 JB81                | 4 maggio 2005     | Kitt Peak Obs.            |
| 722231 | 2005 JF83                | 8 maggio 2005     | Spacewatch                |
| 722232 | 2005 JT85                | 8 maggio 2005     | Mount Lemmon Survey       |
| 722233 | 2005 JV86                | 14 marzo 2005     | Mount Lemmon Survey       |
| 722234 | 2005 JZ91                | 9 aprile 2005     | SSS                       |
| 722235 | 2005 JC92                | 12 gennaio 1994   | Spacewatch                |
| 722236 | 2005 JQ94                | 7 maggio 2005     | Mount Lemmon Survey       |
| 722237 | 2005 JX98                | 4 maggio 2005     | LONEOS                    |
| 722238 | 2005 JQ99                | 28 gennaio 2000   | Spacewatch                |
| 722239 | 2005 JZ107               | 12 maggio 2005    | Mount Lemmon Survey       |
| 722240 | 2005 JX110               | 8 maggio 2005     | Spacewatch                |
| 722241 | 2005 JD114               | 16 aprile 2005    | Spacewatch                |
| 722242 | 2005 JZ118               | 10 maggio 2005    | Mount Lemmon Survey       |
| 722243 | 2005 JE129               | 13 maggio 2005    | Spacewatch                |
| 722244 | 2005 JM135               | 19 settembre 2000 | Spacewatch                |
| 722245 | 2005 JY137               | 13 maggio 2005    | Spacewatch                |
| 722246 | 2005 JF147               | 15 maggio 2005    | Mount Lemmon Survey       |
| 722247 | 2005 JR153               | 4 maggio 2005     | Spacewatch                |
| 722248 | 2005 JB156               | 4 maggio 2005     | NEAT                      |
| 722249 | 2005 JT158               | 6 maggio 2005     | Spacewatch                |
| 722250 | 2005 JS164               | 4 aprile 2005     | Mount Lemmon Survey       |
| 722251 | 2005 JO166               | 11 maggio 2005    | NEAT                      |
| 722252 | 2005 JC180               | 11 maggio 2005    | LINEAR                    |
| 722253 | 2005 JQ180               | 3 marzo 2009      | Spacewatch                |
| 722254 | 2005 JT186               | 17 aprile 2005    | Spacewatch                |
| 722255 | 2005 JE187               | 7 aprile 2005     | Spacewatch                |
| 722256 | 2005 JU188               | 2 luglio 2011     | Mount Lemmon Survey       |
| 722257 | 2005 JH189               | 15 agosto 2013    | Pan-STARRS                |
| 722258 | 2005 JP189               | 13 novembre 2006  | CSS                       |
| 722259 | 2005 JR189               | 30 aprile 2016    | Mount Lemmon Survey       |
| 722260 | 2005 JZ190               | 29 febbraio 2012  | R. P. Boyle, V. Laugalys  |
| 722261 | 2005 JH191               | 13 maggio 2010    | Mount Lemmon Survey       |
| 722262 | 2005 JL191               | 7 maggio 2005     | Mount Lemmon Survey       |
| 722263 | 2005 JZ191               | 13 marzo 2012     | Mount Lemmon Survey       |
| 722264 | 2005 JB194               | 7 gennaio 2010    | WISE                      |
| 722265 | 2005 JG194               | 6 gennaio 2010    | Spacewatch                |
| 722266 | 2005 KC                  | 16 maggio 2005    | J. Broughton              |
| 722267 | 2005 KU1                 | 16 maggio 2005    | Mount Lemmon Survey       |
| 722268 | 2005 KM8                 | 16 maggio 2005    | Spacewatch                |
| 722269 | 2005 KK15                | 23 novembre 2014  | Pan-STARRS                |
| 722270 | 2005 KC16                | 12 novembre 2007  | Mount Lemmon Survey       |
| 722271 | 2005 LZ4                 | 4 maggio 2005     | Spacewatch                |
| 722272 | 2005 LT22                | 8 giugno 2005     | Spacewatch                |
| 722273 | 2005 LJ27                | 3 maggio 2005     | Spacewatch                |
| 722274 | 2005 LY28                | 8 maggio 2005     | Mount Lemmon Survey       |
| 722275 | 2005 LL29                | 10 giugno 2005    | Spacewatch                |
| 722276 | 2005 LN30                | 12 giugno 2005    | Spacewatch                |
| 722277 | 2005 LN31                | 8 giugno 2005     | Spacewatch                |
| 722278 | 2005 LX34                | 10 giugno 2005    | Spacewatch                |
| 722279 | 2005 LX47                | 14 giugno 2005    | Spacewatch                |
| 722280 | 2005 LN48                | 15 maggio 2005    | NEAT                      |
| 722281 | 2005 LM54                | 20 ottobre 2006   | Spacewatch                |
| 722282 | 2005 LQ55                | 8 giugno 2005     | Spacewatch                |
| 722283 | 2005 LK56                | 22 giugno 2014    | Pan-STARRS                |
| 722284 | 2005 LN56                | 12 novembre 2012  | Mount Lemmon Survey       |
| 722285 | 2005 LP56                | 17 settembre 2012 | Mount Lemmon Survey       |
| 722286 | 2005 LN58                | 2 gennaio 2019    | Pan-STARRS                |
| 722287 | 2005 LO58                | 2 ottobre 2006    | Mount Lemmon Survey       |
| 722288 | 2005 LA59                | 3 giugno 2005     | Spacewatch                |
| 722289 | 2005 LO59                | 18 giugno 2013    | Pan-STARRS                |
| 722290 | 2005 LQ59                | 10 agosto 2016    | Pan-STARRS                |
| 722291 | 2005 LB60                | 21 gennaio 2015   | Pan-STARRS                |
| 722292 | 2005 MA16                | 11 giugno 2005    | CSS                       |
| 722293 | 2005 MK51                | 30 giugno 2005    | Spacewatch                |
| 722294 | 2005 MR55                | 16 marzo 2012     | Pan-STARRS                |
| 722295 | 2005 NN6                 | 4 luglio 2005     | Mount Lemmon Survey       |
| 722296 | 2005 NW18                | 4 luglio 2005     | Mount Lemmon Survey       |
| 722297 | 2005 NC19                | 4 luglio 2005     | Mount Lemmon Survey       |
| 722298 | 2005 NG23                | 4 luglio 2005     | Spacewatch                |
| 722299 | 2005 NY23                | 4 luglio 2005     | Spacewatch                |
| 722300 | 2005 NP47                | 7 luglio 2005     | Spacewatch                |

## 722301–722400
| Nome   | Designazione provvisoria | Data di scoperta  | Scopritore                |
| ------ | ------------------------ | ----------------- | ------------------------- |
| 722301 | 2005 NB55                | 1 luglio 2005     | Spacewatch                |
| 722302 | 2005 NO62                | 11 luglio 2005    | Spacewatch                |
| 722303 | 2005 NK65                | 1 luglio 2005     | Spacewatch                |
| 722304 | 2005 NN75                | 10 luglio 2005    | Spacewatch                |
| 722305 | 2005 NE76                | 14 giugno 2005    | Mount Lemmon Survey       |
| 722306 | 2005 NV77                | 1 luglio 2005     | Spacewatch                |
| 722307 | 2005 NH81                | 11 luglio 2005    | Spacewatch                |
| 722308 | 2005 NZ85                | 3 luglio 2005     | Mount Lemmon Survey       |
| 722309 | 2005 NW88                | 4 luglio 2005     | Mount Lemmon Survey       |
| 722310 | 2005 NS93                | 6 luglio 2005     | Spacewatch                |
| 722311 | 2005 NO100               | 15 luglio 2005    | Mount Lemmon Survey       |
| 722312 | 2005 NK104               | 7 luglio 2005     | Osservatorio di Mauna Kea |
| 722313 | 2005 NJ110               | 7 luglio 2005     | Mauna Kea Obs.            |
| 722314 | 2005 NP113               | 11 novembre 2001  | SDSS Collaboration        |
| 722315 | 2005 NL118               | 7 luglio 2005     | Osservatorio di Mauna Kea |
| 722316 | 2005 NM122               | 1 luglio 2005     | Spacewatch                |
| 722317 | 2005 NO125               | 7 maggio 2015     | Mount Lemmon Survey       |
| 722318 | 2005 NX126               | 11 luglio 2005    | Mount Lemmon Survey       |
| 722319 | 2005 NH128               | 17 gennaio 2007   | Spacewatch                |
| 722320 | 2005 NR128               | 3 luglio 2005     | CSS                       |
| 722321 | 2005 NA130               | 10 gennaio 2008   | Spacewatch                |
| 722322 | 2005 NH130               | 13 aprile 2018    | Pan-STARRS                |
| 722323 | 2005 NZ130               | 17 febbraio 2013  | Mount Lemmon Survey       |
| 722324 | 2005 NE132               | 25 agosto 2012    | Pan-STARRS                |
| 722325 | 2005 NS133               | 21 marzo 2018     | Mount Lemmon Survey       |
| 722326 | 2005 OG16                | 11 luglio 2005    | Mount Lemmon Survey       |
| 722327 | 2005 OU16                | 30 luglio 2005    | NEAT                      |
| 722328 | 2005 OS32                | 16 marzo 2010     | WISE                      |
| 722329 | 2005 OY32                | 22 ottobre 2015   | Pan-STARRS                |
| 722330 | 2005 OB33                | 29 luglio 2005    | NEAT                      |
| 722331 | 2005 OF33                | 30 luglio 2005    | NEAT                      |
| 722332 | 2005 PR                  | 2 agosto 2005     | D. Herald                 |
| 722333 | 2005 PG12                | 28 luglio 2005    | NEAT                      |
| 722334 | 2005 PE24                | 29 agosto 2005    | Spacewatch                |
| 722335 | 2005 PF25                | 4 agosto 2005     | Osservatorio di Mauna Kea |
| 722336 | 2005 PT28                | 6 agosto 2005     | NEAT                      |
| 722337 | 2005 PH30                | 5 luglio 2010     | Mount Lemmon Survey       |
| 722338 | 2005 QT29                | 28 gennaio 2003   | Spacewatch                |
| 722339 | 2005 QF40                | 31 luglio 2005    | NEAT                      |
| 722340 | 2005 QJ40                | 27 agosto 2005    | LONEOS                    |
| 722341 | 2005 QG47                | 28 agosto 2005    | Spacewatch                |
| 722342 | 2005 QO103               | 29 agosto 2005    | Spacewatch                |
| 722343 | 2005 QD122               | 28 agosto 2005    | Spacewatch                |
| 722344 | 2005 QP123               | 28 agosto 2005    | Spacewatch                |
| 722345 | 2005 QP129               | 28 agosto 2005    | Spacewatch                |
| 722346 | 2005 QW130               | 28 agosto 2005    | Spacewatch                |
| 722347 | 2005 QH132               | 28 agosto 2005    | Spacewatch                |
| 722348 | 2005 QR143               | 28 agosto 2005    | Saint-Véran Obs.          |
| 722349 | 2005 QV144               | 27 agosto 2005    | NEAT                      |
| 722350 | 2005 QZ145               | 27 agosto 2005    | NEAT                      |
| 722351 | 2005 QA160               | 30 luglio 2005    | NEAT                      |
| 722352 | 2005 QA163               | 30 agosto 2005    | LONEOS                    |
| 722353 | 2005 QC167               | 26 agosto 2005    | NEAT                      |
| 722354 | 2005 QU168               | 30 agosto 2005    | NEAT                      |
| 722355 | 2005 QF169               | 30 agosto 2005    | NEAT                      |
| 722356 | 2005 QS183               | 30 agosto 2005    | Osservatorio di Mauna Kea |
| 722357 | 2005 QU183               | 30 agosto 2005    | Mauna Kea Obs.            |
| 722358 | 2005 QF185               | 30 agosto 2005    | Mauna Kea Obs.            |
| 722359 | 2005 QF192               | 27 gennaio 2007   | Spacewatch                |
| 722360 | 2005 QN193               | 22 settembre 2009 | Mount Lemmon Survey       |
| 722361 | 2005 QP193               | 15 settembre 2010 | D. R. Skillman            |
| 722362 | 2005 QQ193               | 30 agosto 2005    | Spacewatch                |
| 722363 | 2005 QL194               | 27 marzo 2008     | Mount Lemmon Survey       |
| 722364 | 2005 QM196               | 24 agosto 2005    | NEAT                      |
| 722365 | 2005 QB198               | 14 ottobre 2010   | Mount Lemmon Survey       |
| 722366 | 2005 QJ198               | 26 febbraio 2008  | Mount Lemmon Survey       |
| 722367 | 2005 QM201               | 4 gennaio 2012    | Spacewatch                |
| 722368 | 2005 QT201               | 10 ottobre 2015   | Pan-STARRS                |
| 722369 | 2005 QH203               | 30 agosto 2005    | NEAT                      |
| 722370 | 2005 QP207               | 30 agosto 2005    | A. Boattini               |
| 722371 | 2005 QA210               | 27 agosto 2005    | NEAT                      |
| 722372 | 2005 RG17                | 1 settembre 2005  | Spacewatch                |
| 722373 | 2005 RR38                | 30 agosto 2005    | NEAT                      |
| 722374 | 2005 RF52                | 11 settembre 2005 | Spacewatch                |
| 722375 | 2005 RT53                | 11 giugno 2010    | WISE                      |
| 722376 | 2005 RE54                | 27 maggio 1993    | Spacewatch                |
| 722377 | 2005 RN54                | 9 maggio 2010     | WISE                      |
| 722378 | 2005 RM55                | 26 ottobre 2009   | Spacewatch                |
| 722379 | 2005 RJ57                | 17 settembre 2010 | Spacewatch                |
| 722380 | 2005 RK58                | 10 ottobre 2010   | Mount Lemmon Survey       |
| 722381 | 2005 RN58                | 7 aprile 2008     | Spacewatch                |
| 722382 | 2005 RL61                | 11 settembre 2005 | Spacewatch                |
| 722383 | 2005 SL31                | 23 settembre 2005 | Spacewatch                |
| 722384 | 2005 SD46                | 30 agosto 2005    | NEAT                      |
| 722385 | 2005 SW58                | 26 settembre 2005 | Spacewatch                |
| 722386 | 2005 SX89                | 24 settembre 2005 | Spacewatch                |
| 722387 | 2005 SX98                | 25 settembre 2005 | Spacewatch                |
| 722388 | 2005 SM130               | 31 agosto 2005    | NEAT                      |
| 722389 | 2005 SD135               | 24 settembre 2005 | Spacewatch                |
| 722390 | 2005 SQ194               | 1 settembre 2005  | Spacewatch                |
| 722391 | 2005 SU202               | 30 settembre 2005 | Mount Lemmon Survey       |
| 722392 | 2005 SO206               | 30 settembre 2005 | Mount Lemmon Survey       |
| 722393 | 2005 SX225               | 19 agosto 2001    | Cerro Tololo Obs.         |
| 722394 | 2005 SK239               | 27 agosto 2005    | NEAT                      |
| 722395 | 2005 SX240               | 25 settembre 2005 | Spacewatch                |
| 722396 | 2005 SU242               | 12 novembre 2001  | SDSS Collaboration        |
| 722397 | 2005 SF244               | 30 settembre 2005 | Mount Lemmon Survey       |
| 722398 | 2005 SA258               | 1 ottobre 2005    | Spacewatch                |
| 722399 | 2005 SM272               | 29 settembre 2005 | Mount Lemmon Survey       |
| 722400 | 2005 SO272               | 29 settembre 2005 | Spacewatch                |

## 722401–722500
| Nome   | Designazione provvisoria | Data di scoperta  | Scopritore            |
| ------ | ------------------------ | ----------------- | --------------------- |
| 722401 | 2005 SD277               | 30 settembre 2005 | Spacewatch            |
| 722402 | 2005 SH285               | 28 settembre 2005 | SDSS Collaboration    |
| 722403 | 2005 SU285               | 1 ottobre 2005    | SDSS Collaboration    |
| 722404 | 2005 SQ292               | 3 settembre 2000  | SDSS Collaboration    |
| 722405 | 2005 SL293               | 3 ottobre 2005    | CSS                   |
| 722406 | 2005 SA294               | 22 settembre 2005 | Harvanek, M., Pan, K. |
| 722407 | 2005 SM297               | 17 settembre 2010 | Mount Lemmon Survey   |
| 722408 | 2005 SV297               | 8 aprile 2010     | Spacewatch            |
| 722409 | 2005 SN299               | 29 settembre 2005 | Spacewatch            |
| 722410 | 2005 SH300               | 27 settembre 2016 | Pan-STARRS            |
| 722411 | 2005 SJ301               | 25 settembre 2005 | Spacewatch            |
| 722412 | 2005 SU303               | 30 settembre 2005 | Mount Lemmon Survey   |
| 722413 | 2005 SR304               | 30 settembre 2005 | Mount Lemmon Survey   |
| 722414 | 2005 TR20                | 1 ottobre 2005    | Mount Lemmon Survey   |
| 722415 | 2005 TQ30                | 11 settembre 2005 | Spacewatch            |
| 722416 | 2005 TT30                | 29 agosto 2005    | Spacewatch            |
| 722417 | 2005 TS34                | 1 ottobre 2005    | Spacewatch            |
| 722418 | 2005 TS35                | 1 ottobre 2005    | Spacewatch            |
| 722419 | 2005 TZ38                | 1 ottobre 2005    | Mount Lemmon Survey   |
| 722420 | 2005 TC41                | 2 ottobre 2005    | Mount Lemmon Survey   |
| 722421 | 2005 TK47                | 30 settembre 2005 | LONEOS                |
| 722422 | 2005 TJ56                | 1 ottobre 2005    | Mount Lemmon Survey   |
| 722423 | 2005 TF57                | 1 ottobre 2005    | Mount Lemmon Survey   |
| 722424 | 2005 TE67                | 5 ottobre 2005    | Mount Lemmon Survey   |
| 722425 | 2005 TT84                | 3 ottobre 2005    | Spacewatch            |
| 722426 | 2005 TT89                | 14 settembre 2005 | Spacewatch            |
| 722427 | 2005 TA95                | 6 ottobre 2005    | Spacewatch            |
| 722428 | 2005 TA96                | 6 ottobre 2005    | Mount Lemmon Survey   |
| 722429 | 2005 TZ99                | 7 ottobre 2005    | Mount Lemmon Survey   |
| 722430 | 2005 TM114               | 7 ottobre 2005    | Spacewatch            |
| 722431 | 2005 TB124               | 7 ottobre 2005    | Spacewatch            |
| 722432 | 2005 TY133               | 13 ottobre 1999   | SDSS Collaboration    |
| 722433 | 2005 TW139               | 29 settembre 2005 | Spacewatch            |
| 722434 | 2005 TA147               | 8 ottobre 2005    | Spacewatch            |
| 722435 | 2005 TS151               | 10 ottobre 2005   | D. Healy              |
| 722436 | 2005 TX157               | 29 settembre 2005 | Spacewatch            |
| 722437 | 2005 TL159               | 1 ottobre 2005    | Mount Lemmon Survey   |
| 722438 | 2005 TT178               | 3 ottobre 2005    | Spacewatch            |
| 722439 | 2005 TE183               | 13 ottobre 1999   | SDSS Collaboration    |
| 722440 | 2005 TY184               | 1 ottobre 2005    | Mount Lemmon Survey   |
| 722441 | 2005 TM187               | 6 ottobre 2005    | Mount Lemmon Survey   |
| 722442 | 2005 TU201               | 2 novembre 2011   | Mount Lemmon Survey   |
| 722443 | 2005 TW201               | 24 ottobre 2009   | Spacewatch            |
| 722444 | 2005 TV202               | 12 ottobre 2005   | Spacewatch            |
| 722445 | 2005 TD203               | 27 giugno 2014    | Pan-STARRS            |
| 722446 | 2005 TY206               | 7 ottobre 2005    | Spacewatch            |
| 722447 | 2005 TF207               | 31 gennaio 2014   | Pan-STARRS            |
| 722448 | 2005 TW209               | 18 settembre 2014 | Pan-STARRS            |
| 722449 | 2005 TB210               | 22 giugno 2014    | Mount Lemmon Survey   |
| 722450 | 2005 TN210               | 10 giugno 2010    | WISE                  |
| 722451 | 2005 TG213               | 26 ottobre 2011   | Pan-STARRS            |
| 722452 | 2005 TC214               | 11 ottobre 2005   | Spacewatch            |
| 722453 | 2005 TH214               | 4 ottobre 2005    | Mount Lemmon Survey   |
| 722454 | 2005 TY215               | 1 ottobre 2005    | CSS                   |
| 722455 | 2005 TX218               | 12 ottobre 2005   | Spacewatch            |
| 722456 | 2005 TF221               | 5 ottobre 2005    | Spacewatch            |
| 722457 | 2005 UF15                | 22 ottobre 2005   | Spacewatch            |
| 722458 | 2005 UZ15                | 22 ottobre 2005   | Spacewatch            |
| 722459 | 2005 UN26                | 23 ottobre 2005   | Spacewatch            |
| 722460 | 2005 UQ26                | 23 ottobre 2005   | Spacewatch            |
| 722461 | 2005 UE28                | 23 ottobre 2005   | Spacewatch            |
| 722462 | 2005 UF28                | 23 ottobre 2005   | Spacewatch            |
| 722463 | 2005 UR28                | 1 ottobre 2005    | Mount Lemmon Survey   |
| 722464 | 2005 UR30                | 29 settembre 2005 | Mount Lemmon Survey   |
| 722465 | 2005 UL33                | 25 ottobre 2005   | Spacewatch            |
| 722466 | 2005 UE37                | 25 ottobre 2005   | Spacewatch            |
| 722467 | 2005 UK62                | 25 ottobre 2005   | Mount Lemmon Survey   |
| 722468 | 2005 UU82                | 22 ottobre 2005   | Spacewatch            |
| 722469 | 2005 UG84                | 1 ottobre 2005    | Mount Lemmon Survey   |
| 722470 | 2005 US87                | 22 settembre 2001 | Spacewatch            |
| 722471 | 2005 UY88                | 1 ottobre 2005    | Mount Lemmon Survey   |
| 722472 | 2005 UZ92                | 22 ottobre 2005   | Spacewatch            |
| 722473 | 2005 UO98                | 22 ottobre 2005   | Spacewatch            |
| 722474 | 2005 UP99                | 22 ottobre 2005   | Spacewatch            |
| 722475 | 2005 UL106               | 22 ottobre 2005   | Spacewatch            |
| 722476 | 2005 UU117               | 24 ottobre 2005   | Spacewatch            |
| 722477 | 2005 UD118               | 24 ottobre 2005   | Spacewatch            |
| 722478 | 2005 UJ120               | 30 settembre 2005 | Mount Lemmon Survey   |
| 722479 | 2005 UP123               | 1 ottobre 2005    | Mount Lemmon Survey   |
| 722480 | 2005 UA124               | 1 ottobre 2005    | Mount Lemmon Survey   |
| 722481 | 2005 UO127               | 24 ottobre 2005   | Spacewatch            |
| 722482 | 2005 UL133               | 29 settembre 2005 | Spacewatch            |
| 722483 | 2005 UR134               | 30 settembre 2005 | Mount Lemmon Survey   |
| 722484 | 2005 UU139               | 25 ottobre 2005   | Mount Lemmon Survey   |
| 722485 | 2005 UU144               | 11 gennaio 2003   | Spacewatch            |
| 722486 | 2005 UV146               | 26 ottobre 2005   | Spacewatch            |
| 722487 | 2005 UZ163               | 24 ottobre 2005   | Spacewatch            |
| 722488 | 2005 UJ164               | 24 ottobre 2005   | Spacewatch            |
| 722489 | 2005 UT165               | 7 ottobre 2005    | Mount Lemmon Survey   |
| 722490 | 2005 UG167               | 24 ottobre 2005   | Spacewatch            |
| 722491 | 2005 UJ172               | 24 ottobre 2005   | Spacewatch            |
| 722492 | 2005 US172               | 24 ottobre 2005   | Spacewatch            |
| 722493 | 2005 UM176               | 24 ottobre 2005   | Spacewatch            |
| 722494 | 2005 UE183               | 25 ottobre 2005   | Spacewatch            |
| 722495 | 2005 UH189               | 27 ottobre 2005   | Mount Lemmon Survey   |
| 722496 | 2005 UF193               | 30 settembre 2005 | Mount Lemmon Survey   |
| 722497 | 2005 UF206               | 29 settembre 2005 | Spacewatch            |
| 722498 | 2005 UE208               | 29 settembre 2005 | Spacewatch            |
| 722499 | 2005 UB233               | 25 ottobre 2005   | Spacewatch            |
| 722500 | 2005 UK234               | 25 ottobre 2005   | Spacewatch            |

## 722501–722600
| Nome   | Designazione provvisoria | Data di scoperta  | Scopritore          |
| ------ | ------------------------ | ----------------- | ------------------- |
| 722501 | 2005 UF257               | 25 ottobre 2005   | Spacewatch          |
| 722502 | 2005 UK260               | 25 ottobre 2005   | Spacewatch          |
| 722503 | 2005 UX261               | 26 ottobre 2005   | Spacewatch          |
| 722504 | 2005 UQ264               | 13 ottobre 2005   | Spacewatch          |
| 722505 | 2005 US264               | 29 settembre 2005 | Mount Lemmon Survey |
| 722506 | 2005 UG272               | 28 ottobre 2005   | Spacewatch          |
| 722507 | 2005 UW282               | 26 ottobre 2005   | Spacewatch          |
| 722508 | 2005 UE285               | 26 ottobre 2005   | Spacewatch          |
| 722509 | 2005 UM289               | 26 ottobre 2005   | Spacewatch          |
| 722510 | 2005 UP291               | 26 ottobre 2005   | Spacewatch          |
| 722511 | 2005 UH293               | 26 ottobre 2005   | Spacewatch          |
| 722512 | 2005 UB296               | 26 ottobre 2005   | Spacewatch          |
| 722513 | 2005 UD301               | 26 ottobre 2005   | Spacewatch          |
| 722514 | 2005 UL303               | 26 ottobre 2005   | Spacewatch          |
| 722515 | 2005 UF304               | 26 ottobre 2005   | Spacewatch          |
| 722516 | 2005 UW320               | 27 ottobre 2005   | Spacewatch          |
| 722517 | 2005 UH327               | 29 ottobre 2005   | Spacewatch          |
| 722518 | 2005 UD330               | 28 ottobre 2005   | Spacewatch          |
| 722519 | 2005 UK335               | 28 ottobre 2005   | Mount Lemmon Survey |
| 722520 | 2005 UG336               | 30 ottobre 2005   | Mount Lemmon Survey |
| 722521 | 2005 UH340               | 31 ottobre 2005   | Spacewatch          |
| 722522 | 2005 UT343               | 29 ottobre 2005   | Spacewatch          |
| 722523 | 2005 UJ346               | 30 ottobre 2005   | Spacewatch          |
| 722524 | 2005 UN347               | 31 ottobre 2005   | Spacewatch          |
| 722525 | 2005 UD356               | 30 ottobre 2005   | Spacewatch          |
| 722526 | 2005 UE357               | 31 ottobre 2005   | Mount Lemmon Survey |
| 722527 | 2005 UA366               | 27 ottobre 2005   | Spacewatch          |
| 722528 | 2005 UU367               | 29 settembre 2005 | Mount Lemmon Survey |
| 722529 | 2005 UY369               | 27 ottobre 2005   | Spacewatch          |
| 722530 | 2005 UU377               | 1 ottobre 2005    | Mount Lemmon Survey |
| 722531 | 2005 UM380               | 29 ottobre 2005   | Mount Lemmon Survey |
| 722532 | 2005 UD384               | 27 ottobre 2005   | Spacewatch          |
| 722533 | 2005 UE403               | 28 ottobre 2005   | Spacewatch          |
| 722534 | 2005 UK404               | 29 ottobre 2005   | Mount Lemmon Survey |
| 722535 | 2005 UK407               | 30 ottobre 2005   | Mount Lemmon Survey |
| 722536 | 2005 UL410               | 31 ottobre 2005   | Spacewatch          |
| 722537 | 2005 UA411               | 8 giugno 2007     | Spacewatch          |
| 722538 | 2005 US412               | 31 ottobre 2005   | Mount Lemmon Survey |
| 722539 | 2005 UG414               | 25 ottobre 2005   | Spacewatch          |
| 722540 | 2005 UW414               | 25 ottobre 2005   | Spacewatch          |
| 722541 | 2005 UR416               | 25 ottobre 2005   | Spacewatch          |
| 722542 | 2005 UH418               | 25 ottobre 2005   | Spacewatch          |
| 722543 | 2005 UE423               | 28 ottobre 2005   | Spacewatch          |
| 722544 | 2005 UN435               | 29 ottobre 2005   | Mount Lemmon Survey |
| 722545 | 2005 UZ442               | 29 gennaio 2003   | SDSS Collaboration  |
| 722546 | 2005 UC459               | 31 ottobre 2005   | Mount Lemmon Survey |
| 722547 | 2005 UN461               | 23 settembre 2005 | Spacewatch          |
| 722548 | 2005 UU468               | 30 ottobre 2005   | Spacewatch          |
| 722549 | 2005 UD520               | 30 ottobre 2005   | SDSS Collaboration  |
| 722550 | 2005 UO521               | 30 ottobre 2005   | SDSS Collaboration  |
| 722551 | 2005 UV527               | 5 novembre 2005   | Mount Lemmon Survey |
| 722552 | 2005 UQ532               | 29 settembre 2005 | Mount Lemmon Survey |
| 722553 | 2005 UY532               | 29 ottobre 2005   | Spacewatch          |
| 722554 | 2005 UP533               | 30 ottobre 2005   | Mount Lemmon Survey |
| 722555 | 2005 UW534               | 28 ottobre 2005   | Mount Lemmon Survey |
| 722556 | 2005 UJ535               | 29 agosto 2009    | Spacewatch          |
| 722557 | 2005 UL535               | 1 aprile 2008     | Mount Lemmon Survey |
| 722558 | 2005 UN535               | 18 settembre 2009 | Mount Lemmon Survey |
| 722559 | 2005 UG536               | 24 ottobre 2005   | Spacewatch          |
| 722560 | 2005 UO539               | 16 febbraio 2015  | Pan-STARRS          |
| 722561 | 2005 UX539               | 25 luglio 2014    | Pan-STARRS          |
| 722562 | 2005 UG540               | 28 novembre 2014  | Pan-STARRS          |
| 722563 | 2005 UD541               | 27 giugno 2014    | Pan-STARRS          |
| 722564 | 2005 UV544               | 20 agosto 2015    | Spacewatch          |
| 722565 | 2005 UH546               | 28 luglio 2014    | Pan-STARRS          |
| 722566 | 2005 UP547               | 27 ottobre 2005   | Spacewatch          |
| 722567 | 2005 UB548               | 25 ottobre 2005   | Spacewatch          |
| 722568 | 2005 UE551               | 25 ottobre 2005   | Mount Lemmon Survey |
| 722569 | 2005 UA557               | 26 ottobre 2005   | Spacewatch          |
| 722570 | 2005 VL10                | 27 ottobre 2005   | Spacewatch          |
| 722571 | 2005 VJ13                | 3 novembre 2005   | Mount Lemmon Survey |
| 722572 | 2005 VZ18                | 1 novembre 2005   | Spacewatch          |
| 722573 | 2005 VN23                | 1 novembre 2005   | Spacewatch          |
| 722574 | 2005 VB30                | 4 novembre 2005   | Spacewatch          |
| 722575 | 2005 VK37                | 3 novembre 2005   | Mount Lemmon Survey |
| 722576 | 2005 VG46                | 4 novembre 2005   | Mount Lemmon Survey |
| 722577 | 2005 VJ46                | 4 novembre 2005   | Mount Lemmon Survey |
| 722578 | 2005 VB47                | 30 settembre 2005 | Mount Lemmon Survey |
| 722579 | 2005 VR54                | 4 novembre 2005   | Spacewatch          |
| 722580 | 2005 VT57                | 4 novembre 2005   | Mount Lemmon Survey |
| 722581 | 2005 VQ63                | 3 novembre 2005   | Spacewatch          |
| 722582 | 2005 VD67                | 24 ottobre 2005   | Spacewatch          |
| 722583 | 2005 VD91                | 6 novembre 2005   | Spacewatch          |
| 722584 | 2005 VZ95                | 6 novembre 2005   | Spacewatch          |
| 722585 | 2005 VG104               | 3 novembre 2005   | Mount Lemmon Survey |
| 722586 | 2005 VO108               | 6 novembre 2005   | Spacewatch          |
| 722587 | 2005 VF118               | 3 novembre 2005   | Mount Lemmon Survey |
| 722588 | 2005 VA133               | 31 ottobre 2005   | SDSS Collaboration  |
| 722589 | 2005 VW134               | 18 aprile 2009    | Spacewatch          |
| 722590 | 2005 VG138               | 1 novembre 2005   | Mount Lemmon Survey |
| 722591 | 2005 VL139               | 10 novembre 2005  | Mount Lemmon Survey |
| 722592 | 2005 VN139               | 15 marzo 2010     | WISE                |
| 722593 | 2005 VC140               | 23 ottobre 2009   | Mount Lemmon Survey |
| 722594 | 2005 VD141               | 27 dicembre 2013  | Spacewatch          |
| 722595 | 2005 VP143               | 26 maggio 2014    | Pan-STARRS          |
| 722596 | 2005 VZ143               | 12 novembre 2010  | Mount Lemmon Survey |
| 722597 | 2005 VV144               | 27 gennaio 2007   | Mount Lemmon Survey |
| 722598 | 2005 VC149               | 4 dicembre 2015   | Mount Lemmon Survey |
| 722599 | 2005 VN149               | 28 maggio 2010    | WISE                |
| 722600 | 2005 VZ150               | 5 novembre 2005   | Spacewatch          |

## 722601–722700
| Nome   | Designazione provvisoria | Data di scoperta  | Scopritore                 |
| ------ | ------------------------ | ----------------- | -------------------------- |
| 722601 | 2005 VB152               | 1 novembre 2005   | Mount Lemmon Survey        |
| 722602 | 2005 VW156               | 1 novembre 2005   | Spacewatch                 |
| 722603 | 2005 WT                  | 20 novembre 2005  | C. Vuissoz, R. Behrend     |
| 722604 | 2005 WG17                | 10 novembre 2005  | Mount Lemmon Survey        |
| 722605 | 2005 WT37                | 22 novembre 2005  | Spacewatch                 |
| 722606 | 2005 WJ50                | 25 novembre 2005  | Mount Lemmon Survey        |
| 722607 | 2005 WV50                | 25 novembre 2005  | Mount Lemmon Survey        |
| 722608 | 2005 WS61                | 25 novembre 2005  | CSS                        |
| 722609 | 2005 WF62                | 5 novembre 2005   | Spacewatch                 |
| 722610 | 2005 WT64                | 6 novembre 2005   | J.-C. Merlin               |
| 722611 | 2005 WG82                | 25 ottobre 2005   | CSS                        |
| 722612 | 2005 WR84                | 27 ottobre 2005   | Mount Lemmon Survey        |
| 722613 | 2005 WG97                | 10 novembre 2005  | Mount Lemmon Survey        |
| 722614 | 2005 WO98                | 28 novembre 2005  | Mount Lemmon Survey        |
| 722615 | 2005 WX104               | 28 novembre 2005  | NEAT                       |
| 722616 | 2005 WT107               | 26 novembre 2005  | Mount Lemmon Survey        |
| 722617 | 2005 WV109               | 27 ottobre 2005   | Mount Lemmon Survey        |
| 722618 | 2005 WG129               | 25 novembre 2005  | Mount Lemmon Survey        |
| 722619 | 2005 WL132               | 25 novembre 2005  | Mount Lemmon Survey        |
| 722620 | 2005 WK164               | 29 novembre 2005  | Mount Lemmon Survey        |
| 722621 | 2005 WD165               | 29 novembre 2005  | Mount Lemmon Survey        |
| 722622 | 2005 WV167               | 30 novembre 2005  | Spacewatch                 |
| 722623 | 2005 WX179               | 21 novembre 2005  | CSS                        |
| 722624 | 2005 WQ187               | 19 novembre 2005  | NEAT                       |
| 722625 | 2005 WO191               | 24 ottobre 2005   | NEAT                       |
| 722626 | 2005 WS203               | 20 novembre 2005  | NEAT                       |
| 722627 | 2005 WW213               | 30 novembre 2005  | Spacewatch                 |
| 722628 | 2005 WB215               | 25 novembre 2009  | Mount Lemmon Survey        |
| 722629 | 2005 WY216               | 21 novembre 2005  | Spacewatch                 |
| 722630 | 2005 XB6                 | 1 dicembre 2005   | Mount Lemmon Survey        |
| 722631 | 2005 XN9                 | 6 novembre 2005   | Mount Lemmon Survey        |
| 722632 | 2005 XN10                | 1 dicembre 2005   | Spacewatch                 |
| 722633 | 2005 XO13                | 1 dicembre 2005   | Spacewatch                 |
| 722634 | 2005 XJ19                | 2 dicembre 2005   | Spacewatch                 |
| 722635 | 2005 XA30                | 1 dicembre 2005   | Spacewatch                 |
| 722636 | 2005 XP36                | 4 dicembre 2005   | Spacewatch                 |
| 722637 | 2005 XS40                | 5 dicembre 2005   | Spacewatch                 |
| 722638 | 2005 XW41                | 7 dicembre 2005   | Spacewatch                 |
| 722639 | 2005 XT46                | 2 dicembre 2005   | Spacewatch                 |
| 722640 | 2005 XU48                | 25 novembre 2005  | Spacewatch                 |
| 722641 | 2005 XX55                | 5 dicembre 2005   | Mount Lemmon Survey        |
| 722642 | 2005 XE60                | 3 dicembre 2005   | Spacewatch                 |
| 722643 | 2005 XL63                | 5 dicembre 2005   | Mount Lemmon Survey        |
| 722644 | 2005 XN70                | 25 novembre 2005  | Spacewatch                 |
| 722645 | 2005 XH84                | 8 dicembre 2005   | LINEAR                     |
| 722646 | 2005 XF105               | 11 settembre 2004 | Spacewatch                 |
| 722647 | 2005 XL106               | 1 dicembre 2005   | L. H. Wasserman, R. Millis |
| 722648 | 2005 XZ106               | 1 dicembre 2005   | L. H. Wasserman, R. Millis |
| 722649 | 2005 XL112               | 3 dicembre 2005   | Osservatorio di Mauna Kea  |
| 722650 | 2005 XC120               | 4 dicembre 2005   | Mount Lemmon Survey        |
| 722651 | 2005 XA122               | 17 novembre 2011  | Mount Lemmon Survey        |
| 722652 | 2005 XT123               | 26 novembre 2005  | Spacewatch                 |
| 722653 | 2005 XU123               | 7 dicembre 2005   | Spacewatch                 |
| 722654 | 2005 XE124               | 5 dicembre 2005   | Spacewatch                 |
| 722655 | 2005 XP125               | 29 ottobre 2005   | CSS                        |
| 722656 | 2005 XA126               | 18 luglio 2010    | WISE                       |
| 722657 | 2005 XL126               | 18 agosto 2009    | Spacewatch                 |
| 722658 | 2005 XN126               | 20 maggio 2015    | CTIO-DECam                 |
| 722659 | 2005 XQ126               | 25 luglio 2010    | WISE                       |
| 722660 | 2005 XV126               | 16 febbraio 2015  | Pan-STARRS                 |
| 722661 | 2005 XM127               | 20 luglio 2010    | WISE                       |
| 722662 | 2005 XF130               | 6 gennaio 2006    | Mount Lemmon Survey        |
| 722663 | 2005 XP130               | 27 maggio 2014    | Mount Lemmon Survey        |
| 722664 | 2005 YV2                 | 21 dicembre 2005  | CSS                        |
| 722665 | 2005 YA5                 | 25 novembre 2005  | Spacewatch                 |
| 722666 | 2005 YA17                | 23 dicembre 2005  | Spacewatch                 |
| 722667 | 2005 YN17                | 23 dicembre 2005  | Spacewatch                 |
| 722668 | 2005 YC30                | 7 ottobre 2005    | Mount Lemmon Survey        |
| 722669 | 2005 YH30                | 8 dicembre 2005   | Mount Lemmon Survey        |
| 722670 | 2005 YW41                | 2 dicembre 2005   | Mount Lemmon Survey        |
| 722671 | 2005 YS62                | 24 dicembre 2005  | Spacewatch                 |
| 722672 | 2005 YH78                | 24 dicembre 2005  | Spacewatch                 |
| 722673 | 2005 YW82                | 24 dicembre 2005  | Spacewatch                 |
| 722674 | 2005 YD101               | 25 dicembre 2005  | Spacewatch                 |
| 722675 | 2005 YK102               | 25 dicembre 2005  | Spacewatch                 |
| 722676 | 2005 YN104               | 25 dicembre 2005  | Spacewatch                 |
| 722677 | 2005 YK111               | 25 dicembre 2005  | Spacewatch                 |
| 722678 | 2005 YR115               | 25 dicembre 2005  | Spacewatch                 |
| 722679 | 2005 YM117               | 25 dicembre 2005  | Spacewatch                 |
| 722680 | 2005 YE120               | 27 dicembre 2005  | Mount Lemmon Survey        |
| 722681 | 2005 YF125               | 26 dicembre 2005  | Spacewatch                 |
| 722682 | 2005 YF128               | 28 dicembre 2005  | Mount Lemmon Survey        |
| 722683 | 2005 YE134               | 26 dicembre 2005  | Spacewatch                 |
| 722684 | 2005 YW145               | 29 dicembre 2005  | Spacewatch                 |
| 722685 | 2005 YV148               | 25 dicembre 2005  | Spacewatch                 |
| 722686 | 2005 YJ162               | 27 dicembre 2005  | Mount Lemmon Survey        |
| 722687 | 2005 YA175               | 30 dicembre 2005  | LINEAR                     |
| 722688 | 2005 YU186               | 28 dicembre 2005  | Spacewatch                 |
| 722689 | 2005 YW186               | 2 dicembre 2005   | Mount Lemmon Survey        |
| 722690 | 2005 YM208               | 21 dicembre 2005  | CSS                        |
| 722691 | 2005 YM213               | 19 dicembre 2001  | NEAT                       |
| 722692 | 2005 YN215               | 10 novembre 2005  | Spacewatch                 |
| 722693 | 2005 YG219               | 8 dicembre 2005   | Spacewatch                 |
| 722694 | 2005 YG222               | 21 dicembre 2005  | Spacewatch                 |
| 722695 | 2005 YF234               | 14 luglio 2004    | SSS                        |
| 722696 | 2005 YG236               | 28 dicembre 2005  | Spacewatch                 |
| 722697 | 2005 YD239               | 29 dicembre 2005  | Spacewatch                 |
| 722698 | 2005 YA240               | 29 dicembre 2005  | Mount Lemmon Survey        |
| 722699 | 2005 YR240               | 29 dicembre 2005  | Spacewatch                 |
| 722700 | 2005 YQ241               | 10 novembre 2005  | Mount Lemmon Survey        |

## 722701–722800
| Nome   | Designazione provvisoria | Data di scoperta  | Scopritore                 |
| ------ | ------------------------ | ----------------- | -------------------------- |
| 722701 | 2005 YY246               | 12 marzo 2002     | Spacewatch                 |
| 722702 | 2005 YB247               | 3 giugno 1997     | Spacewatch                 |
| 722703 | 2005 YC249               | 28 dicembre 2005  | Spacewatch                 |
| 722704 | 2005 YV249               | 28 dicembre 2005  | Mount Lemmon Survey        |
| 722705 | 2005 YS254               | 30 dicembre 2005  | Spacewatch                 |
| 722706 | 2005 YL256               | 30 dicembre 2005  | Spacewatch                 |
| 722707 | 2005 YK261               | 25 dicembre 2005  | Spacewatch                 |
| 722708 | 2005 YL264               | 25 dicembre 2005  | Spacewatch                 |
| 722709 | 2005 YL267               | 25 dicembre 2005  | Spacewatch                 |
| 722710 | 2005 YX268               | 25 dicembre 2005  | Mount Lemmon Survey        |
| 722711 | 2005 YO271               | 28 dicembre 2005  | Spacewatch                 |
| 722712 | 2005 YD273               | 30 novembre 2005  | Mount Lemmon Survey        |
| 722713 | 2005 YZ279               | 30 aprile 2003    | Spacewatch                 |
| 722714 | 2005 YX283               | 6 novembre 2005   | Mount Lemmon Survey        |
| 722715 | 2005 YU288               | 25 novembre 2005  | Spacewatch                 |
| 722716 | 2005 YZ294               | 5 agosto 2010     | WISE                       |
| 722717 | 2005 YA295               | 9 novembre 2013   | Pan-STARRS                 |
| 722718 | 2005 YB295               | 12 aprile 2010    | WISE                       |
| 722719 | 2005 YG295               | 16 maggio 2012    | Mount Lemmon Survey        |
| 722720 | 2005 YJ296               | 2 gennaio 2017    | Pan-STARRS                 |
| 722721 | 2005 YR299               | 5 settembre 2010  | Mount Lemmon Survey        |
| 722722 | 2006 AO8                 | 2 gennaio 2006    | Mount Lemmon Survey        |
| 722723 | 2006 AU9                 | 4 gennaio 2006    | Mount Lemmon Survey        |
| 722724 | 2006 AG10                | 4 gennaio 2006    | Spacewatch                 |
| 722725 | 2006 AH13                | 21 dicembre 2005  | Spacewatch                 |
| 722726 | 2006 AO18                | 6 dicembre 2005   | Mount Lemmon Survey        |
| 722727 | 2006 AG23                | 4 gennaio 2006    | Spacewatch                 |
| 722728 | 2006 AA26                | 28 dicembre 2005  | Spacewatch                 |
| 722729 | 2006 AO40                | 7 gennaio 2006    | Mount Lemmon Survey        |
| 722730 | 2006 AV42                | 6 gennaio 2006    | Spacewatch                 |
| 722731 | 2006 AW42                | 24 settembre 2004 | Spacewatch                 |
| 722732 | 2006 AJ43                | 6 gennaio 2006    | Spacewatch                 |
| 722733 | 2006 AM64                | 7 febbraio 2002   | Spacewatch                 |
| 722734 | 2006 AH74                | 5 gennaio 2006    | CSS                        |
| 722735 | 2006 AK93                | 7 gennaio 2006    | Spacewatch                 |
| 722736 | 2006 AU101               | 14 gennaio 2011   | Mount Lemmon Survey        |
| 722737 | 2006 AY105               | 10 gennaio 2006   | Mount Lemmon Survey        |
| 722738 | 2006 AW108               | 22 settembre 2011 | Mount Lemmon Survey        |
| 722739 | 2006 AG111               | 10 ottobre 2008   | Mount Lemmon Survey        |
| 722740 | 2006 AG113               | 10 gennaio 2006   | Spacewatch                 |
| 722741 | 2006 AK113               | 13 marzo 2012     | Mount Lemmon Survey        |
| 722742 | 2006 BR13                | 28 dicembre 2005  | Spacewatch                 |
| 722743 | 2006 BB21                | 22 gennaio 2006   | Mount Lemmon Survey        |
| 722744 | 2006 BU33                | 21 gennaio 2006   | Spacewatch                 |
| 722745 | 2006 BZ34                | 30 dicembre 2005  | Spacewatch                 |
| 722746 | 2006 BK39                | 24 gennaio 2006   | H. Kurosaki, A. Nakajima   |
| 722747 | 2006 BF57                | 23 gennaio 2006   | Spacewatch                 |
| 722748 | 2006 BP68                | 23 gennaio 2006   | Spacewatch                 |
| 722749 | 2006 BC69                | 23 gennaio 2006   | Spacewatch                 |
| 722750 | 2006 BG70                | 23 gennaio 2006   | Spacewatch                 |
| 722751 | 2006 BG87                | 25 gennaio 2006   | Spacewatch                 |
| 722752 | 2006 BD91                | 31 gennaio 1997   | Spacewatch                 |
| 722753 | 2006 BM101               | 23 gennaio 2006   | Mount Lemmon Survey        |
| 722754 | 2006 BY104               | 25 gennaio 2006   | Spacewatch                 |
| 722755 | 2006 BF105               | 25 gennaio 2006   | Spacewatch                 |
| 722756 | 2006 BG105               | 23 ottobre 2001   | NEAT                       |
| 722757 | 2006 BQ109               | 25 gennaio 2006   | Spacewatch                 |
| 722758 | 2006 BN110               | 3 settembre 2000  | SDSS Collaboration         |
| 722759 | 2006 BV111               | 3 settembre 2000  | SDSS Collaboration         |
| 722760 | 2006 BD125               | 26 gennaio 2006   | Spacewatch                 |
| 722761 | 2006 BQ125               | 26 gennaio 2006   | Spacewatch                 |
| 722762 | 2006 BZ130               | 2 dicembre 2005   | L. H. Wasserman, R. Millis |
| 722763 | 2006 BP153               | 25 gennaio 2006   | Spacewatch                 |
| 722764 | 2006 BT158               | 30 dicembre 2005  | Spacewatch                 |
| 722765 | 2006 BN159               | 26 gennaio 2006   | Spacewatch                 |
| 722766 | 2006 BT163               | 26 gennaio 2006   | Mount Lemmon Survey        |
| 722767 | 2006 BW170               | 27 gennaio 2006   | Spacewatch                 |
| 722768 | 2006 BD176               | 27 gennaio 2006   | Spacewatch                 |
| 722769 | 2006 BW176               | 23 gennaio 2006   | Spacewatch                 |
| 722770 | 2006 BH185               | 7 ottobre 2005    | Osservatorio di Mauna Kea  |
| 722771 | 2006 BV187               | 28 gennaio 2006   | Spacewatch                 |
| 722772 | 2006 BT197               | 30 gennaio 2006   | Spacewatch                 |
| 722773 | 2006 BQ204               | 31 gennaio 2006   | Spacewatch                 |
| 722774 | 2006 BU213               | 23 gennaio 2006   | CSS                        |
| 722775 | 2006 BA222               | 23 gennaio 2006   | Mount Lemmon Survey        |
| 722776 | 2006 BY224               | 30 gennaio 2006   | Spacewatch                 |
| 722777 | 2006 BK229               | 31 gennaio 2006   | Spacewatch                 |
| 722778 | 2006 BS230               | 31 gennaio 2006   | Spacewatch                 |
| 722779 | 2006 BY232               | 31 gennaio 2006   | Spacewatch                 |
| 722780 | 2006 BX236               | 31 gennaio 2006   | Spacewatch                 |
| 722781 | 2006 BZ240               | 25 gennaio 2006   | Spacewatch                 |
| 722782 | 2006 BF243               | 23 gennaio 2006   | Spacewatch                 |
| 722783 | 2006 BM247               | 31 gennaio 2006   | Spacewatch                 |
| 722784 | 2006 BL248               | 31 gennaio 2006   | Spacewatch                 |
| 722785 | 2006 BQ250               | 31 gennaio 2006   | Spacewatch                 |
| 722786 | 2006 BK254               | 31 gennaio 2006   | Spacewatch                 |
| 722787 | 2006 BY255               | 31 gennaio 2006   | Spacewatch                 |
| 722788 | 2006 BO259               | 31 gennaio 2006   | Spacewatch                 |
| 722789 | 2006 BP261               | 31 gennaio 2006   | Spacewatch                 |
| 722790 | 2006 BY265               | 31 gennaio 2006   | Spacewatch                 |
| 722791 | 2006 BU284               | 30 gennaio 2006   | Spacewatch                 |
| 722792 | 2006 BQ287               | 8 novembre 2010   | Mount Lemmon Survey        |
| 722793 | 2006 BZ287               | 28 gennaio 2006   | Mount Lemmon Survey        |
| 722794 | 2006 BU288               | 31 gennaio 2006   | Spacewatch                 |
| 722795 | 2006 BW288               | 23 ottobre 2008   | Spacewatch                 |
| 722796 | 2006 BA289               | 8 gennaio 2010    | Mount Lemmon Survey        |
| 722797 | 2006 BB289               | 14 giugno 2010    | WISE                       |
| 722798 | 2006 BP290               | 1 ottobre 2009    | Mount Lemmon Survey        |
| 722799 | 2006 BC291               | 23 gennaio 2011   | Mount Lemmon Survey        |
| 722800 | 2006 BP293               | 17 marzo 2012     | Mount Lemmon Survey        |

## 722801–722900
| Nome   | Designazione provvisoria | Data di scoperta  | Scopritore                |
| ------ | ------------------------ | ----------------- | ------------------------- |
| 722801 | 2006 BR293               | 28 luglio 2010    | WISE                      |
| 722802 | 2006 BY293               | 24 luglio 2015    | Pan-STARRS                |
| 722803 | 2006 BC294               | 30 dicembre 2016  | Mount Lemmon Survey       |
| 722804 | 2006 BL295               | 31 luglio 2014    | Pan-STARRS                |
| 722805 | 2006 BO295               | 28 giugno 2014    | Pan-STARRS                |
| 722806 | 2006 BS295               | 13 gennaio 2011   | Mount Lemmon Survey       |
| 722807 | 2006 BL296               | 26 gennaio 2014   | Pan-STARRS                |
| 722808 | 2006 BO296               | 14 dicembre 2015  | Mount Lemmon Survey       |
| 722809 | 2006 CJ2                 | 1 febbraio 2006   | Spacewatch                |
| 722810 | 2006 CP7                 | 1 febbraio 2006   | Mount Lemmon Survey       |
| 722811 | 2006 CS27                | 7 gennaio 2006    | Mount Lemmon Survey       |
| 722812 | 2006 CE37                | 2 febbraio 2006   | Mount Lemmon Survey       |
| 722813 | 2006 CN42                | 2 febbraio 2006   | Spacewatch                |
| 722814 | 2006 CE43                | 2 febbraio 2006   | Spacewatch                |
| 722815 | 2006 CK43                | 2 febbraio 2006   | Spacewatch                |
| 722816 | 2006 CB46                | 3 febbraio 2006   | Mount Lemmon Survey       |
| 722817 | 2006 CG46                | 7 febbraio 2006   | Mount Lemmon Survey       |
| 722818 | 2006 CY51                | 4 febbraio 2006   | Spacewatch                |
| 722819 | 2006 CK52                | 4 febbraio 2006   | Spacewatch                |
| 722820 | 2006 CC61                | 27 gennaio 2006   | CSS                       |
| 722821 | 2006 CU64                | 30 novembre 2005  | Spacewatch                |
| 722822 | 2006 CG72                | 5 dicembre 2005   | Mount Lemmon Survey       |
| 722823 | 2006 CQ76                | 3 febbraio 2006   | Osservatorio di Mauna Kea |
| 722824 | 2006 CZ76                | 9 ottobre 2004    | Spacewatch                |
| 722825 | 2006 CC81                | 6 febbraio 2006   | Mount Lemmon Survey       |
| 722826 | 2006 CR82                | 26 settembre 2009 | Spacewatch                |
| 722827 | 2006 CU82                | 18 aprile 2012    | CSS                       |
| 722828 | 2006 CJ83                | 2 febbraio 2006   | Spacewatch                |
| 722829 | 2006 CE84                | 9 febbraio 2013   | Pan-STARRS                |
| 722830 | 2006 CQ84                | 17 dicembre 2009  | Mount Lemmon Survey       |
| 722831 | 2006 CS84                | 1 febbraio 2006   | Mount Lemmon Survey       |
| 722832 | 2006 CE85                | 17 gennaio 2015   | Mount Lemmon Survey       |
| 722833 | 2006 CL85                | 8 dicembre 2012   | Mount Lemmon Survey       |
| 722834 | 2006 CM85                | 1 febbraio 2006   | Spacewatch                |
| 722835 | 2006 CO85                | 5 dicembre 1996   | Spacewatch                |
| 722836 | 2006 CP85                | 17 marzo 2015     | Pan-STARRS                |
| 722837 | 2006 CD87                | 30 aprile 2014    | Pan-STARRS                |
| 722838 | 2006 CM88                | 27 novembre 2014  | Pan-STARRS                |
| 722839 | 2006 DA5                 | 20 febbraio 2006  | Spacewatch                |
| 722840 | 2006 DM5                 | 4 febbraio 2006   | Mount Lemmon Survey       |
| 722841 | 2006 DR8                 | 31 gennaio 2006   | Spacewatch                |
| 722842 | 2006 DT15                | 1 febbraio 2006   | Spacewatch                |
| 722843 | 2006 DO17                | 4 ottobre 2004    | NEAT                      |
| 722844 | 2006 DQ26                | 24 ottobre 2005   | Osservatorio di Mauna Kea |
| 722845 | 2006 DA40                | 7 novembre 2005   | Mauna Kea Obs.            |
| 722846 | 2006 DQ45                | 20 febbraio 2006  | Mount Lemmon Survey       |
| 722847 | 2006 DF46                | 20 febbraio 2006  | Spacewatch                |
| 722848 | 2006 DH56                | 24 febbraio 2006  | Mount Lemmon Survey       |
| 722849 | 2006 DP58                | 24 febbraio 2006  | Mount Lemmon Survey       |
| 722850 | 2006 DK70                | 25 agosto 2003    | Cerro Tololo Obs.         |
| 722851 | 2006 DO70                | 21 febbraio 2006  | Mount Lemmon Survey       |
| 722852 | 2006 DA75                | 24 febbraio 2006  | Spacewatch                |
| 722853 | 2006 DK83                | 19 novembre 1995  | Spacewatch                |
| 722854 | 2006 DE89                | 24 febbraio 2006  | Spacewatch                |
| 722855 | 2006 DE92                | 24 febbraio 2006  | Mount Lemmon Survey       |
| 722856 | 2006 DT98                | 25 febbraio 2006  | Spacewatch                |
| 722857 | 2006 DA99                | 24 luglio 2003    | NEAT                      |
| 722858 | 2006 DU102               | 25 febbraio 2006  | CSS                       |
| 722859 | 2006 DZ103               | 23 gennaio 2006   | Mount Lemmon Survey       |
| 722860 | 2006 DK109               | 25 febbraio 2006  | Spacewatch                |
| 722861 | 2006 DY111               | 27 febbraio 2006  | Mount Lemmon Survey       |
| 722862 | 2006 DB112               | 27 febbraio 2006  | Mount Lemmon Survey       |
| 722863 | 2006 DL117               | 27 febbraio 2006  | Spacewatch                |
| 722864 | 2006 DV117               | 27 febbraio 2006  | Spacewatch                |
| 722865 | 2006 DT125               | 7 novembre 2005   | Osservatorio di Mauna Kea |
| 722866 | 2006 DC127               | 2 febbraio 2006   | Mount Lemmon Survey       |
| 722867 | 2006 DR128               | 25 febbraio 2006  | Spacewatch                |
| 722868 | 2006 DC130               | 25 febbraio 2006  | Spacewatch                |
| 722869 | 2006 DU138               | 25 febbraio 2006  | Spacewatch                |
| 722870 | 2006 DA146               | 24 ottobre 2005   | Osservatorio di Mauna Kea |
| 722871 | 2006 DA148               | 25 febbraio 2006  | Mount Lemmon Survey       |
| 722872 | 2006 DL151               | 25 febbraio 2006  | Mount Lemmon Survey       |
| 722873 | 2006 DB154               | 25 febbraio 2006  | Spacewatch                |
| 722874 | 2006 DD158               | 27 febbraio 2006  | Spacewatch                |
| 722875 | 2006 DO160               | 27 febbraio 2006  | Spacewatch                |
| 722876 | 2006 DY161               | 27 febbraio 2006  | Mount Lemmon Survey       |
| 722877 | 2006 DS162               | 27 febbraio 2006  | Mount Lemmon Survey       |
| 722878 | 2006 DB166               | 3 dicembre 2005   | Osservatorio di Mauna Kea |
| 722879 | 2006 DQ171               | 27 febbraio 2006  | Spacewatch                |
| 722880 | 2006 DH181               | 27 febbraio 2006  | Spacewatch                |
| 722881 | 2006 DM181               | 27 febbraio 2006  | Spacewatch                |
| 722882 | 2006 DB188               | 27 febbraio 2006  | Spacewatch                |
| 722883 | 2006 DP190               | 27 febbraio 2006  | Spacewatch                |
| 722884 | 2006 DQ206               | 25 febbraio 2006  | Spacewatch                |
| 722885 | 2006 DJ213               | 25 febbraio 2006  | Mount Lemmon Survey       |
| 722886 | 2006 DH217               | 20 febbraio 2006  | Spacewatch                |
| 722887 | 2006 DC218               | 27 febbraio 2006  | Spacewatch                |
| 722888 | 2006 DR219               | 20 febbraio 2006  | Mount Lemmon Survey       |
| 722889 | 2006 DW220               | 27 settembre 2009 | Mount Lemmon Survey       |
| 722890 | 2006 DB222               | 25 febbraio 2006  | Mount Lemmon Survey       |
| 722891 | 2006 DZ222               | 25 febbraio 2006  | Spacewatch                |
| 722892 | 2006 DS223               | 26 marzo 2017     | Mount Lemmon Survey       |
| 722893 | 2006 DZ224               | 27 febbraio 2006  | Spacewatch                |
| 722894 | 2006 DD225               | 27 febbraio 2006  | Mount Lemmon Survey       |
| 722895 | 2006 DP225               | 20 febbraio 2006  | Spacewatch                |
| 722896 | 2006 DG227               | 20 febbraio 2006  | Spacewatch                |
| 722897 | 2006 EW2                 | 28 gennaio 2006   | Mount Lemmon Survey       |
| 722898 | 2006 EC3                 | 23 gennaio 2006   | Spacewatch                |
| 722899 | 2006 EX3                 | 26 gennaio 2006   | Mount Lemmon Survey       |
| 722900 | 2006 EQ6                 | 30 gennaio 2006   | Spacewatch                |

## 722901–723000
| Nome   | Designazione provvisoria | Data di scoperta  | Scopritore                      |
| ------ | ------------------------ | ----------------- | ------------------------------- |
| 722901 | 2006 ES7                 | 2 marzo 2006      | Spacewatch                      |
| 722902 | 2006 EH11                | 2 marzo 2006      | Spacewatch                      |
| 722903 | 2006 EQ21                | 30 gennaio 2006   | Spacewatch                      |
| 722904 | 2006 ED24                | 26 gennaio 2006   | Spacewatch                      |
| 722905 | 2006 EA31                | 3 marzo 2006      | Spacewatch                      |
| 722906 | 2006 EK31                | 3 marzo 2006      | Spacewatch                      |
| 722907 | 2006 EM33                | 3 marzo 2006      | Mount Lemmon Survey             |
| 722908 | 2006 EM34                | 3 marzo 2006      | Spacewatch                      |
| 722909 | 2006 EY35                | 4 ottobre 1999    | Spacewatch                      |
| 722910 | 2006 EL43                | 5 marzo 2006      | Mount Lemmon Survey             |
| 722911 | 2006 EV45                | 10 ottobre 2004   | L. H. Wasserman, J. R. Lovering |
| 722912 | 2006 EJ46                | 27 gennaio 2006   | Mount Lemmon Survey             |
| 722913 | 2006 ET47                | 4 marzo 2006      | Spacewatch                      |
| 722914 | 2006 EC54                | 2 febbraio 2006   | Mount Lemmon Survey             |
| 722915 | 2006 EV54                | 5 marzo 2006      | Spacewatch                      |
| 722916 | 2006 EM61                | 5 marzo 2006      | Spacewatch                      |
| 722917 | 2006 ED62                | 5 marzo 2006      | Spacewatch                      |
| 722918 | 2006 EM66                | 6 marzo 2006      | Spacewatch                      |
| 722919 | 2006 ER73                | 5 marzo 2006      | Spacewatch                      |
| 722920 | 2006 EQ74                | 30 gennaio 2006   | Spacewatch                      |
| 722921 | 2006 ES76                | 26 settembre 2011 | Pan-STARRS                      |
| 722922 | 2006 EU76                | 2 marzo 2006      | Spacewatch                      |
| 722923 | 2006 EF77                | 2 marzo 2006      | Spacewatch                      |
| 722924 | 2006 EJ79                | 24 agosto 2011    | Pan-STARRS                      |
| 722925 | 2006 EL79                | 5 marzo 2006      | Spacewatch                      |
| 722926 | 2006 EM79                | 15 aprile 2012    | Pan-STARRS                      |
| 722927 | 2006 ED80                | 4 dicembre 2015   | Pan-STARRS                      |
| 722928 | 2006 EH82                | 3 marzo 2006      | Spacewatch                      |
| 722929 | 2006 EM83                | 2 marzo 2006      | Spacewatch                      |
| 722930 | 2006 EV83                | 5 marzo 2006      | Spacewatch                      |
| 722931 | 2006 FJ4                 | 23 marzo 2006     | Spacewatch                      |
| 722932 | 2006 FV7                 | 23 marzo 2006     | Spacewatch                      |
| 722933 | 2006 FW10                | 6 marzo 2006      | Spacewatch                      |
| 722934 | 2006 FA11                | 5 settembre 2000  | SDSS Collaboration              |
| 722935 | 2006 FK40                | 25 marzo 2006     | Spacewatch                      |
| 722936 | 2006 FH56                | 26 marzo 2006     | Mount Lemmon Survey             |
| 722937 | 2006 FA57                | 24 marzo 2006     | Mount Lemmon Survey             |
| 722938 | 2006 FD57                | 26 febbraio 2011  | Mount Lemmon Survey             |
| 722939 | 2006 FV57                | 26 febbraio 2014  | Pan-STARRS                      |
| 722940 | 2006 FE58                | 25 aprile 2006    | Mount Lemmon Survey             |
| 722941 | 2006 FR58                | 14 settembre 2007 | CSS                             |
| 722942 | 2006 FJ61                | 23 marzo 2006     | Spacewatch                      |
| 722943 | 2006 GG18                | 2 aprile 2006     | Spacewatch                      |
| 722944 | 2006 GA35                | 7 aprile 2006     | Spacewatch                      |
| 722945 | 2006 GN44                | 2 aprile 2006     | Spacewatch                      |
| 722946 | 2006 GV48                | 9 aprile 2006     | Spacewatch                      |
| 722947 | 2006 GS56                | 27 febbraio 2006  | Spacewatch                      |
| 722948 | 2006 GF57                | 2 aprile 2006     | Spacewatch                      |
| 722949 | 2006 GG57                | 31 agosto 2011    | Pan-STARRS                      |
| 722950 | 2006 GH57                | 21 marzo 2017     | Mount Lemmon Survey             |
| 722951 | 2006 GM57                | 14 maggio 2015    | Pan-STARRS                      |
| 722952 | 2006 GD58                | 18 giugno 2015    | Pan-STARRS                      |
| 722953 | 2006 GS58                | 2 aprile 2006     | Spacewatch                      |
| 722954 | 2006 GB59                | 8 aprile 2006     | Spacewatch                      |
| 722955 | 2006 HQ19                | 19 aprile 2006    | Spacewatch                      |
| 722956 | 2006 HP20                | 25 marzo 2006     | Spacewatch                      |
| 722957 | 2006 HQ24                | 20 aprile 2006    | Spacewatch                      |
| 722958 | 2006 HO27                | 20 aprile 2006    | Spacewatch                      |
| 722959 | 2006 HK28                | 20 aprile 2006    | Spacewatch                      |
| 722960 | 2006 HG41                | 21 aprile 2006    | Spacewatch                      |
| 722961 | 2006 HN41                | 21 aprile 2006    | Spacewatch                      |
| 722962 | 2006 HJ47                | 21 aprile 2006    | Mount Lemmon Survey             |
| 722963 | 2006 HM61                | 23 marzo 2006     | Mount Lemmon Survey             |
| 722964 | 2006 HE62                | 24 aprile 2006    | Spacewatch                      |
| 722965 | 2006 HT62                | 24 aprile 2006    | Spacewatch                      |
| 722966 | 2006 HR65                | 24 aprile 2006    | Spacewatch                      |
| 722967 | 2006 HG73                | 25 aprile 2006    | Spacewatch                      |
| 722968 | 2006 HO74                | 25 aprile 2006    | Spacewatch                      |
| 722969 | 2006 HL76                | 25 aprile 2006    | Spacewatch                      |
| 722970 | 2006 HZ82                | 26 aprile 2006    | Spacewatch                      |
| 722971 | 2006 HP84                | 26 aprile 2006    | Spacewatch                      |
| 722972 | 2006 HF94                | 29 aprile 2006    | Spacewatch                      |
| 722973 | 2006 HJ97                | 30 aprile 2006    | Spacewatch                      |
| 722974 | 2006 HU99                | 24 aprile 2006    | Mount Lemmon Survey             |
| 722975 | 2006 HL109               | 29 aprile 2006    | Spacewatch                      |
| 722976 | 2006 HY117               | 29 aprile 2006    | Spacewatch                      |
| 722977 | 2006 HV118               | 30 aprile 2006    | Spacewatch                      |
| 722978 | 2006 HR121               | 30 aprile 2006    | CSS                             |
| 722979 | 2006 HS121               | 30 aprile 2006    | CSS                             |
| 722980 | 2006 HL134               | 24 marzo 2006     | Mount Lemmon Survey             |
| 722981 | 2006 HM135               | 26 aprile 2006    | Cerro Tololo Obs.               |
| 722982 | 2006 HC136               | 2 aprile 2006     | Spacewatch                      |
| 722983 | 2006 HR136               | 20 novembre 2003  | Spacewatch                      |
| 722984 | 2006 HJ142               | 28 febbraio 2006  | Mount Lemmon Survey             |
| 722985 | 2006 HR148               | 27 aprile 2006    | Cerro Tololo Obs.               |
| 722986 | 2006 HS150               | 25 aprile 2006    | Mount Lemmon Survey             |
| 722987 | 2006 HD155               | 21 aprile 2006    | Mount Lemmon Survey             |
| 722988 | 2006 HG155               | 26 aprile 2006    | SSS                             |
| 722989 | 2006 HR155               | 22 ottobre 2009   | Mount Lemmon Survey             |
| 722990 | 2006 HW155               | 21 aprile 2006    | Spacewatch                      |
| 722991 | 2006 HF156               | 30 aprile 2006    | Spacewatch                      |
| 722992 | 2006 HJ156               | 24 aprile 2006    | Spacewatch                      |
| 722993 | 2006 HO156               | 9 novembre 2013   | Pan-STARRS                      |
| 722994 | 2006 HC157               | 27 ottobre 2008   | Mount Lemmon Survey             |
| 722995 | 2006 HF157               | 9 ottobre 2008    | CSS                             |
| 722996 | 2006 HL157               | 19 aprile 2006    | Mount Lemmon Survey             |
| 722997 | 2006 HO157               | 10 settembre 2013 | Pan-STARRS                      |
| 722998 | 2006 HW157               | 13 settembre 2007 | Mount Lemmon Survey             |
| 722999 | 2006 HY158               | 14 marzo 2016     | Mount Lemmon Survey             |
| 723000 | 2006 HS159               | 21 aprile 2006    | Spacewatch                      |